# Månen
Månen (latin: Luna, symbol: ☾) är jordens enda naturliga satellit och den femte största månen i solsystemet. Näst efter solen är månen, på grund av sin närhet, det ljusaste objektet på stjärnhimlen. Månen gör sig också påmind genom tidvatteneffekter på jorden i form av ebb och flod. Med dess framträdande ställning på himlen och de regelbundna månfaserna har månen i alla tider fascinerat människan och lämnat ett stort kulturellt avtryck i den mänskliga historien. Månen har  alltid samma sida mot jorden eftersom den befinner sig i en bunden rotation, och roterar därmed exakt en gång runt sin egen axel för varje varv den rör sig runt jorden.
Månens yta består i stora drag av två olika typer av landskap som kan urskiljas med blotta ögat från jorden, de mörka så kallade haven samt de ljusare högländerna. Månhaven innehåller inget vatten utan är lavaslätter som bildats när magma för flera miljarder år sedan trängt upp från månens inre och fyllt stora nedslagskratrar och andra sänkor. Sedan länge är dock månen geologiskt död och ingen vulkanisk aktivitet förekommer idag. Hur månen bildats är man fortfarande inte helt säker på, men den ledande teorin är att den bildats som restprodukt vid en enorm kollision mellan jorden och en planet av ungefär Mars storlek (Theia) under solsystemets tidigare historia.
Månen är den enda himlakropp som människor har färdats till och landat på. Det sovjetiska Lunaprogrammet sände ett flertal obemannade farkoster mot månen under slutet av 1950-talet till 1960-talet, där man för första gången lyckades utföra en kontrollerad landning på en annan himlakropp med Luna 9 år 1966. Det skulle dock bli USA med det stora Apolloprogrammet som först lyckades sända människor till månen. Den 21 juli 1969 klättrade Neil Armstrong ner på månens yta från Apollo 11:s månlandare The Eagle och blev därmed den första människan att besöka en annan himlakropp. Efter Apolloprogrammets slut 1972 avstannade rymdkapplöpningen och månen har sedan dess endast besökts av obemannade rymdfarkoster, men planer och visioner finns från flera länder att på nytt sända människor till månen inom de närmsta decennierna.

## Översikt

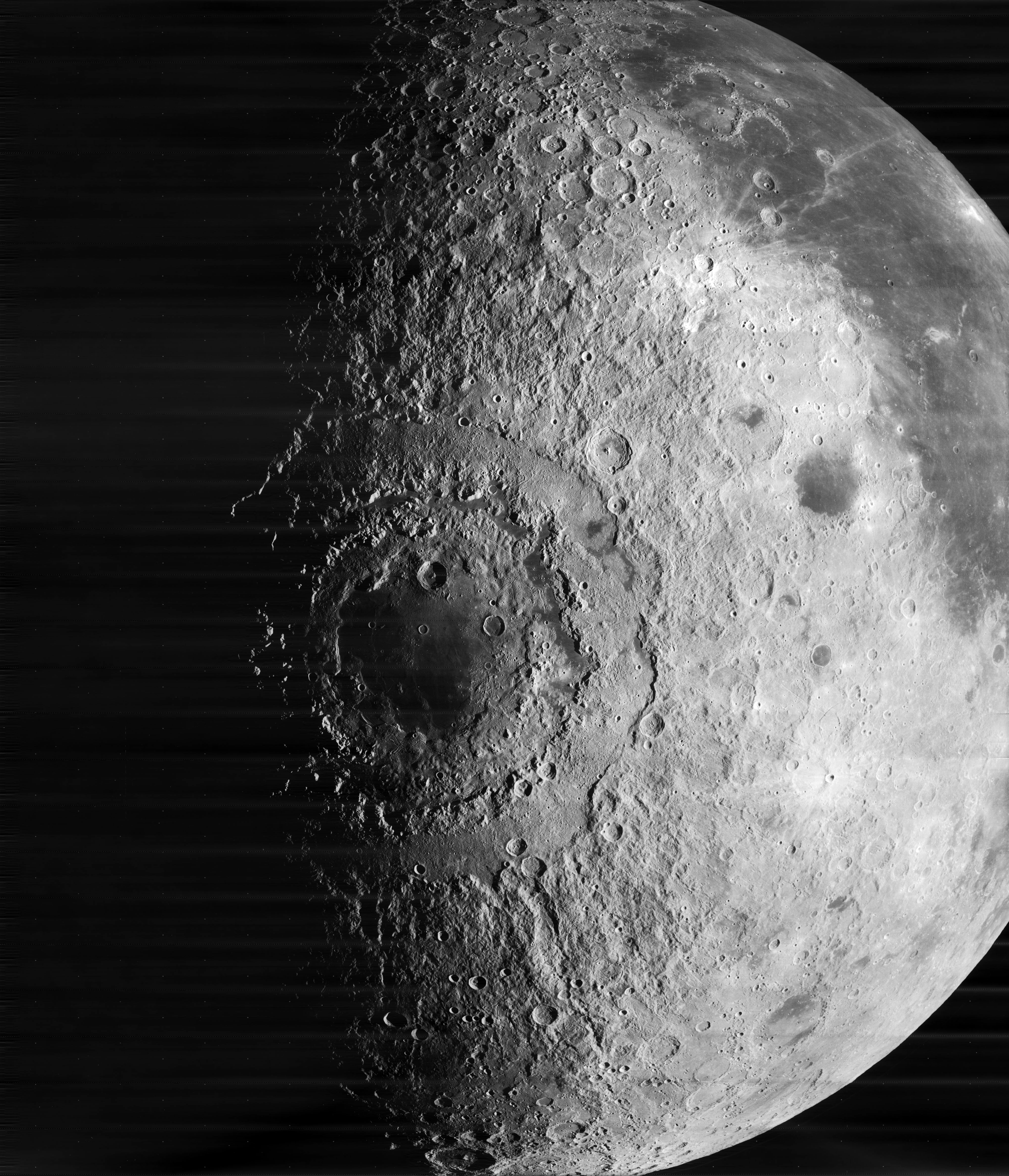
Bilden visar västra hemisfären med Mare Orientale, som har en diameter på ca 1 000 km, i centrum. Till vänster syns "månens baksida" och till höger "månens framsida".

Det tar 27,32 jorddygn för månen att tillryggalägga ett varv kring jorden. Det är den så kallade sideriska omloppstiden.
Det tar dock ytterligare ett par dagar, totalt 29,53 dygn, innan vi från jorden upplever att månen åter är i samma position på himlen i förhållande till solen. Det är den synodiska omloppstiden. Under denna genomgås en komplett måncykel med alla månfaser, exempelvis fullmåne och halvmåne. Månen har givit upphov till tidsbegreppet månad, som numera dock är längre än en måncykel.
Månen har en diameter på 3 476 km vid ekvatorn. Densiteten är 3,34 kg/dm³ (jämför med jordens 5,5). Medelavståndet mellan jorden och månen är 384 392 km. Månens yta är cirka 38 miljoner kvadratkilometer vilket är ungefär detsamma som fyra gånger Europa. Omkretsen är 10 940 km.
Från jorden är det alltid samma sida av månen som syns, vilket beror på att månen roterar runt sin egen axel ganska precis en gång per varv runt jorden (ny forskning visar dock att månens baksida kan ha varit framsida för 3,9 miljarder år sedan). Detta fenomen beror i sin tur på att jordens dragningskraft (likt tidvattnet) dragit ut månen till en ellipsoid med huvudaxeln riktad och låst i position mot jorden. Månens elliptiska bana gör dock att en liten del av dess baksida syns.
Solens attraktionskraft på månen är dubbelt så stor som jordens vilket gör månens bana kring jorden mycket komplicerad och att det tar över 18 år innan månen återvänder till sitt utgångsläge. Isaac Newton sade "Jag hade aldrig haft huvudvärk, utom de dagar jag studerade månens teori". Månens bana ryms i en toroid.

## Uppkomst

Animation av händelsen där den hypotetiska planeten Theia, som möjligen kan ha bildats i jordens L_{5}-punkt, kolliderar med jorden och bildar månen. Varje steg i animationen (före kollisionen) tar ett år, varför jorden hela tiden befinner sig i samma position.

Ett flertal olika modeller har föreslagits för att förklara hur månen bildades för 4,527 ± 0,010 miljarder år sedan, ungefär 30–50 miljoner år efter att solsystemet skapats. Många hypoteser dras dock med stora problem och har idag få förespråkare. Tidiga spekulationer gjorde gällande att månen skulle ha brutits loss från jordskorpan på grund av centrifugalkrafter. Den idén skulle dock ha krävt en för stor ursprunglig rotation och skulle också ha resulterat i att månen följer jordens ekvatorialplan istället för sin nuvarande bana.
Andra modeller har föreslagit att månen bildats på en annan plats i solsystemet och sedan fångats in av jordens gravitationsfält. Förhållandena som krävs för att ett sådant infångade skulle ha kunnat fungera anses dock som osannolika. Ännu en hypotes utgår från att jorden och månen skapades tillsammans på samma plats och vid samma tid ur den ursprungliga ackretionsskivan. Månen skulle ha bildats från material som omringade den tidiga jorden, liknande hur planeterna bildades runt solen. Denna modell har dock inte lyckats förklara varför månen består av så pass lite järn. Ett stort problem med alla dessa hypoteser är att de inte kan ge ett bra svar på varför systemet med jorden och månen har ett så pass högt rörelsemängdsmoment.
Den rådande teorin är istället att månen bildades efter en enorm kollision mellan jorden och ett annat objekt. En planetarisk kropp av ungefär Mars storlek, kallad "Theia", antas ha träffat den tidiga jorden. Vid kollisionen beräknas jorden och Theia ha smält samman till en himlakropp, där en liten del av materialet slängdes ut i en omloppsbana runt jorden för att månen sedan skulle kunna bildas genom ackretion. Datorsimulationer av denna händelse stämmer väl överens med uppmätningar av vinkelmoment samt den förhållandevis lilla storleken på månens kärna. Simuleringar av kollisionen indikerar också att jorden och Theia förmodligen bestod av ungefär samma material och befann sig i samma "grannskap" runt solen. Olösta frågor gällande denna teori handlar om att avgöra de relativa storlekarna mellan den tidiga jorden och Theia, samt hur mycket material från dessa kroppar som bildade månen.
Den enorma mängden energi som omvandlats under den enorma kollisionen, samt under den efterföljande återackretionen av materia, skulle ha smält de yttre delarna av jorden och bildat en magmaocean. Den nybildade månen hade en egen magmaocean, uppskattningar av dess djup sträcker sig från 500 km till månens fulla radie.

## Fysiska egenskaper

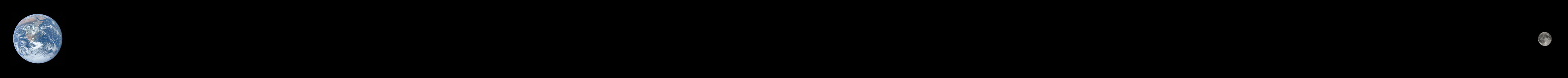
Skalenlig bild av jorden, månen och avståndet mellan dem.

Månen är betydligt mindre än jorden, men ändå exceptionellt stor jämfört med sin planet med 1/4 av jordens diameter och 1/81 av dess massa. Detta gör månen till den klart största månen i solsystemet i förhållande till dess planet (dock är Charon större i förhållande till dvärgplaneten Pluto). Jorden och månen anses inte vara dubbelplaneter eftersom dess gemensamma masscentrum (barycentrum) befinner sig cirka 1 700 kilometer under jordens yta och inte mellan de båda kropparna.

## Månens inre struktur
| Kemisk förening | Formel | Sammansättning (viktprocent) | Sammansättning (viktprocent) |
| Kemisk förening | Formel | Månhaven                     | Högländerna                  |
| --------------- | ------ | ---------------------------- | ---------------------------- |
| Kiseldioxid     | SiO2   | 45,4 %                       | 45,5 %                       |
| Aluminiumoxid   | Al2O3  | 14,9 %                       | 24,0 %                       |
| Kalciumoxid     | CaO    | 11,8 %                       | 15,9 %                       |
| Järn(II)oxid    | FeO    | 14,1 %                       | 5,9 %                        |
| Magnesiumoxid   | MgO    | 9,2 %                        | 7,5 %                        |
| Titandioxid     | TiO2   | 3,9 %                        | 0,6 %                        |
| Natriumoxid     | Na2O   | 0,6 %                        | 0,6 %                        |
| Totalt          | Totalt | 99,9 %                       | 100,0 %                      |

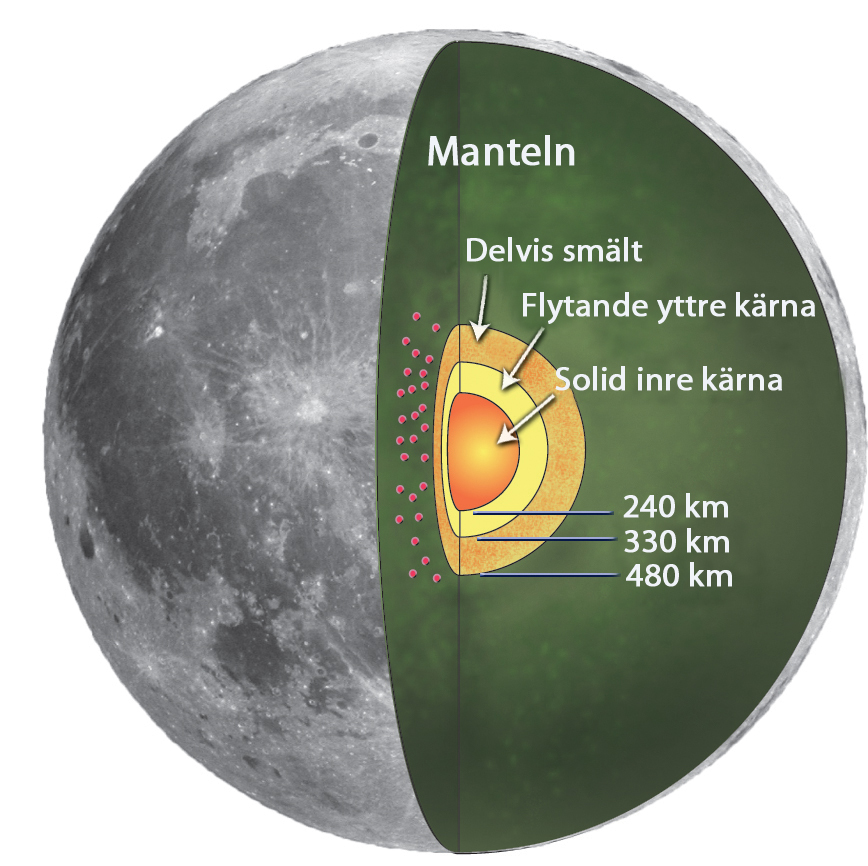
En grafisk framställning för att visa hur månens interna struktur ser ut tillsammans med de olika lagrens tjocklek.

Månen är en differentierad himlakropp. Den har en geokemiskt klart avgränsad skorpa, mantel och planetkärna. Månen har en solid järnrik inre kärna med en radie på 240 kilometer och en flytande yttre kärna med en radie på cirka 330 kilometer som huvudsakligen består av smält järn. Runt kärnan finns ett delvis smält gränsskikt med en radie på cirka 480 kilometer. Denna struktur tros ha bildats genom fraktionerad kristallisation av ett global magmahav, kort efter att månen bildades för 4,5 miljarder år sedan. Kristalliseringen av magmahavet skapade då en mafisk jordmantel genom utfällning och sättning av mineralerna olivin och pyroxen. Efter att omkring tre-fjärdedelar av magmahavet kristalliserats kunde plagioklasmineralerna, som har en lägre densitet, bilda en skorpa på toppen. De sista flytande mineralerna som kristalliserades blev inledningsvis inklämda mellan skorpan och jordmanteln, med en stor andel inkompatibla och värme-producerande grundämnen. Stöd för detta är att geokemisk kartläggning utförd av satelliter som gått i bana runt månen visar att skorpan huvudsakligen består av anortosit. Prover från sten från månen, som bildades då lava bröt sig ut och flödade ut över ytan sedan manteln delvis smält, bekräftar att manteln är uppbyggd av mafiska-material, vilket har en högre halt järn än den på jorden. Undersökningar visar att skorpans medeltjocklek är cirka 50 km.
Bland solsystemets alla månar är endast Ios densitet högre än månens. Månens inre kärna är dock liten, med en radie på 350 kilometer eller mindre; detta är endast cirka 20 procent av månens storlek. Det kan jämföras med att den inre kärnan brukar vara cirka 50 procent på de flesta stenplaneterna. Dess sammansättning är inte så väl avgränsad, men är antagligen av metalliskt järn och legerad med en liten mängd svavel och nickel. Analyser av månens med tiden varierande rotation visar att dess inre är åtminstone delvis smält.

## Månens yta

### Månens två sidor

Färgmättnad på månens yta förstärkt rödaktig rostbrun för järn blåaktig för titanoxidmineraler

Månen befinner sig i en bunden rotation med jorden. Bunden rotation innebär att den roterar med samma hastighet runt sin egen axel som den gör ett varv runt jorden. Resultatet är att samma sida av månen ständigt är vänd mot jorden. Tidigare i historien roterade månen med en högre hastighet, men dess rotation saktade ned och låstes i den riktningen på grund av friktionseffekter som blir av  tidvattenkrafterna från jorden.
På grund av små variationer (libration) i vinkeln som månen iakttas från går det att se 59 procent av dess yta från jorden (men endast hälften vid ett givet tillfälle).
Den sida av månen som är vänd mot jorden kallas månens framsida och den motsatta sidan kallas månens baksida. Den bortre sidan kallas ibland felaktigt för den "mörka sidan", men faktum är att den är upplyst precis lika ofta som den främre sidan, det vill säga en gång per mån-dag. Den bortre sidan av månen fotograferades för första gången av den sovjetiska rymdsonden Luna 3 år 1959. På den bortre sidan saknas det i stort sett månhav.[källa behövs]

Månens libration.

### Månhav

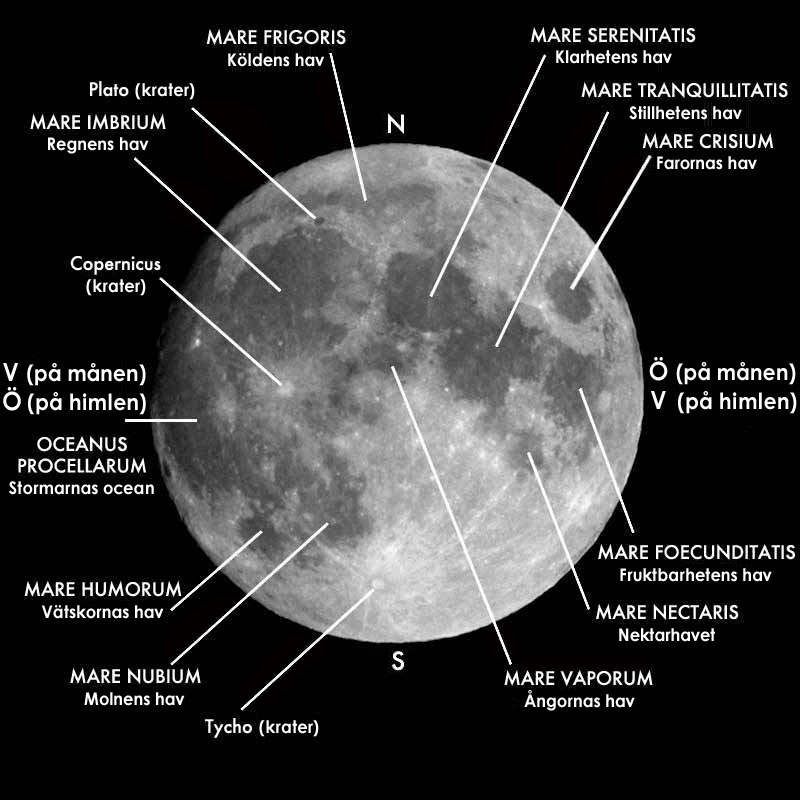
Namnen på de större månhaven och några kratrar på månens framsida.

De mörka områden på månens yta som går att se med blotta ögat kallas månhav (på latin maria, sing. mare). De kallas månhav då forntida astronomer trodde att de var fyllda med vatten. Idag vet vi att de består av stelnad basaltlava från den tid då månen ännu var vulkanisk aktiv. Majoriteten av lavan välde fram och flöt ner i stora sänkor och bassänger som skapats vid nedslag från asteroider och kometer. Stormarnas ocean är det huvudsakliga undantaget då den inte säkert har kunnat kopplats samman med en krater, även om vissa forskare hävdar att de har funnit bevis på att även den skapats vid ett stort nedslag. Månhaven täcker ungefär 16 procent av månens yta och återfinns till största delen på månens framsida. Månens baksida har endast ett fåtal utspridda områden och täcker endast omkring en procent av månens sammanlagda yta; Den troligaste förklaringen för skillnaden hänger samman med en högre koncentration av värme-producerande grundämnen på månens framsida, vilket har visats genom geokemiska kartor som skapats med information från Lunar Prospector gammastrål-spektrometer. På månhaven på månens framsida återfinns ett flertal områden med sköldvulkaner och andra vulkaniska formationer.

### Högländerna
De ljusare områdena på månen kallas terrae, eller högländerna, då de är högre än majoriteten av månhaven. Flera framträdande bergskedjor på månens framsida återfinns längs med gränsområdet till de gigantiska nedslagskratrarna, av vilka många har fyllts igen av basalt. Högländerna tros vara det som återstår av nedslagskratrarnas yttre kraterrand. I motsats till jorden tros inga av månens större berg ha bildats på grund av plattektonik.
På bilder tagna under Clementine-uppdraget, som ägde rum i början av 1994, tycks det som att fyra bergsregioner vid kraterranden till den 73 kilometer breda kratern Peary (vid månens nordpol) är belysta under hela dagen på månen. Dessa evigt solbelysta bergstoppar är möjliga på grund av att lutningen på månens axel på det ekliptikanska planet är extremt liten. Av samma anledning befinner sig vissa områden (på bottnen av djupa kratrar vid polerna) i ständig skugga. Inga jämförbara områden som ständigt är solbelysta har återfunnits vid sydpolen, även om kraterranden till kratern Shackleton är belyst under cirka 80 procent av månens dag.

### Nedslagskratrar

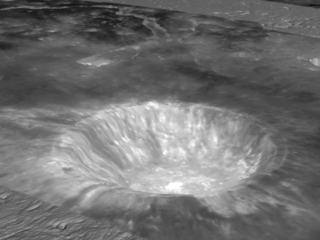
Bild från Clementine av kratern Aristarchus, en av de formationer på månen med störst albedo och en potentiell kandidat för en månbas. Bilden har därefter placerats ovanpå en simulerad topografi av kratern.

Månens yta är täckt med nedslagskratrar som bildats då asteroider och kometer kolliderat med månen. Då nedslagskratrar ackumuleras med en någorlunda konstant hastighet går det att studera hur stort antalet kratrar är per ytenhet för att uppskatta ytans ålder (se kraterräkning). Exempelvis visar denna teknik att månens högländer är äldre än månhaven. På grund av att månen så gott som helt saknar atmosfär, väder och nutida geologisk aktivitet har många av kratrarna bevarats relativt väl. En del kratrar är dock svårare att se då de efter nedslaget har fyllts med lava, eller då kraterranden rasat samman (antingen på grund av att materialet är löst sammansatt eller av efterkommande nedslag) och bildat terrasser i kratern. Kratrar som är av en större storlek benämns som ringberg och de största som bassänger.
Den största nedslagskratern på månen, som även utmärker sig som den största nedslagskratern i solsystemet, är Aitken-bassängen. Den ligger på månens baksida, mellan sydpolen och ekvatorn, och är cirka 2 500 kilometer i diameter och 13 kilometer djup.

### Vatten
Instrument på den indiska sonden Chandrayaan-1 visade 2009 att väte och syre finns på månen. Detta tydde i sin tur på att det antingen finns vatten eller hydroxid. Sonden fann föreningen nära ytan men även mönster som tydde på att den var utspridd över stora ytor.  Nasa använde senare dessa resultat för att välja ut nedslagsplats för sin månsond LCROSS.[källa behövs]
Preliminära resultat från Nasas LCROSS expedition bekräftade i november 2009 att det finns vatten på månen.
Sonden Deep Impact/Epoxi riktade sina instrument mot månen och letade specifikt efter vatten eller hydroxid i det infraröda spektrumet. Analys av datat från sonden tydde på att det rörde sig om vatten och att förekomsten ökade ovanför den tionde breddgraden på månen. Detta stödjer tesen om att områden på månen i permanent skugga kan ha is av vatten.
En tredje sond, Cassini, som 1999 flög förbi månen samlade också data som tydde på att vatten finns på månen.
Man tror dock inte att det är stora mängder vatten som finns, en uppskattning lyder på en liter vatten på ett ton av månens ytgrus. Hur vatten kan ha kommit till månen spekuleras det om. Ett förslag är att det kan ha anlänt med kometer, ett annat att det inte förts dit alls, utan skapats på månen i en process orsakad av solvind.[källa behövs]
Prover som togs på 1970-talet av Apolloprogrammet innehöll vatten. Dock i så liten mängd att det troddes komma från jorden eftersom vatten är vatten och inte kan skiljas kemiskt beroende på varifrån det kommer.

### Atmosfär
Tidigare antogs att månen saknar atmosfär. Nu vet man dock, att den har en mycket tunn atmosfär, en så kallad exosfär. Atmosfären väger sammanlagt omkring 25 ton. Som jämförelse väger luften i ett normalstort klassrum, alltså 10 × 10 × 3 meter (300 m³), cirka 360 kilogram. Atmosfären består till största delen av väte, men där finns även små mängder helium och neon. Man tror att människan har förorenat atmosfären i och med månlandningarna. Månens atmosfär förnyas med jämna mellanrum av solvinden.[källa behövs]

### Månskalv
I likhet till jordskalv på jorden förekommer det månskalv på månen. De är generellt svagare än jordskalv, men kan nå åtminstone upp till 5,5 på Richterskalan. Mätningar av månskalv har framför allt gjorts av seismografer som sattes upp av astronauter under Apolloprogrammet. Av den anledningen är mätningarna av månskalv huvudsakligen gjorda mellan 1969 och 1977. Det finns olika typer av månskalv: djupa månskalv, grunda månskalv, vibrationer från meteoritnedslag, samt månskalv som orsakas av temperaturskillnader mellan månens dag och natt. De kraftigaste skalven orsakas av de grunda månskalven som uppstår mellan 20 och 200 km under månens yta.

## Inverkan på jorden
Månens läge i förhållande till jorden påverkar mängden regn med ungefär en procent. Detta är dock något man i vardagen inte märker.

Total solförmörkelse i Frankrike 1999.

En solförmörkelse sker när månen passerar mellan jorden och solen så att solen täcks. En solförmörkelse kan vara partiell eller total. Den är partiell när månen endast täcker en del av solen, så att den fortfarande syns, och total när månen täcker hela solskivan. När det sker en total solförmörkelse kan man urskilja solens korona. Det kan inte förklaras som annat än en slump att solen vars diameter är 400 gånger så stor som månens ligger just 400 gånger så långt bort, vilket gör att de två himlakropparna ser nästan exakt lika stora ut från jorden.

### Månförmörkelse

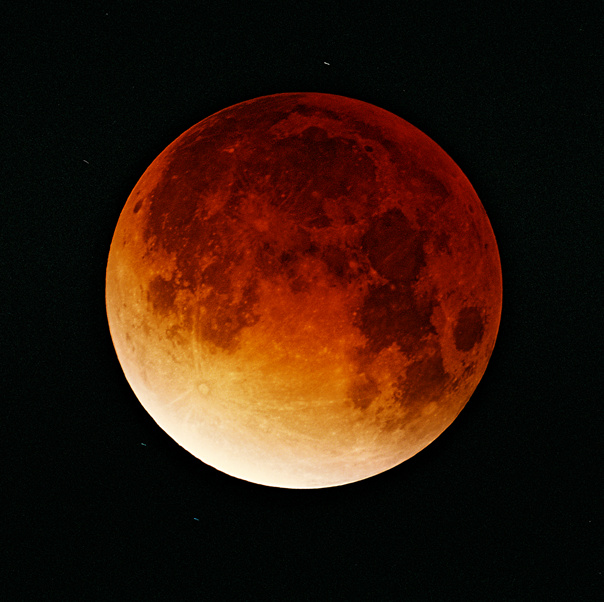
Månförmörkelse.

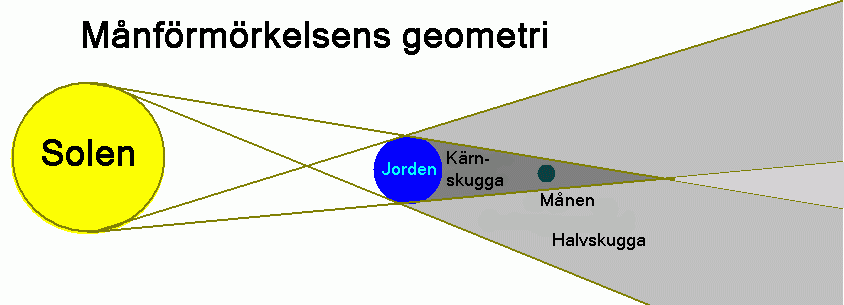
Under månförmörkelsen befinner sig månen i jordens kärnskugga. Bilden är ej skalenlig: avståndet mellan jorden och solen är i verkligheten cirka 400 gånger större än avståndet mellan jorden och månen.

En månförmörkelse inträffar när månen hamnar i jordens skugga. Månen blir dock aldrig helt svart, på grund av att lite solljus bryts i jordens atmosfär och träffar månen. Vid en månförmörkelse får månen en röd eller rödbrun färg vilket beror på att det mesta av ljuset som bryts i jordens atmosfär har lång våglängd. Till skillnad från solförmörkelser är månförmörkelser synliga från hela jorden samtidigt (förutsatt att månen ligger ovanför horisonten).

## Månen inom folktro, symbolik och dylikt
Månen ingår som en av planeterna i zodiaken, där den är en av de tre viktigaste och symboliserar känslolivet, empati och intuition. 
Månen har inom folkloren ansetts ha en negativ inverkan på människan vilket går igen i ett sådant uttryck som "mångalen". Andra uttryck är månsjuk, månadssjuk eller månadsrasande (lunaticus på latin, och lunatic på engelska vilket betyder "galen" på svenska) vilket var beskrivningar av kraftiga humörsvängningar, olika former anfall eller sinnesförvirring. Aristoteles, och efter honom Plinius den äldre förklarade detta felaktigt med att hjärnan, som antogs bestå till största delen av vatten, påverkades av månens tidvattenkrafter. Ofta var det som beskrevs som månsjuka förmodligen epilepsi eller vissa former av bipolär sjukdom. Särskilt de två senare termerna har på svenska även använts för att beskriva kvinnliga humörsvängningar under menstruationen. 
När månen är i avtagande anses det enligt astrologin passa bra att avsluta saker. Det ska vara en bra tid avbryta, säga ifrån och göra sig av med sin negativitet. En viloperiod är det som ska passa bäst vid "mörkermåne", det vill säga vid nytändningen av månen. Den ska stå för det "underjordiska" och ska vara en lämplig tid för vila och meditation. När sedan månen är ny och i växande ska det vara dags att ta tag i saker igen och vara en bra tid för investeringar. Det ska också vara en bra period att inleda kärleksförhållanden, och det ska vara en bra tid för kreativitet, utveckling och att påbörja nya projekt.
Månen används ofta i lyrik och sång som ett sätt att ge mystik och magi åt en dikt eller vers.
I många böcker så står det att magin är starkare under fullmåne. Det finns andra saker som att varulvar bara förvandlas i fullmåne. Många växter ska vara plockade i just fullmåne, som ur Harry Potter och andra häx- eller trollkarlsberättelser. I en del böcker och berättelser hävdas att häxor bara kan trolla den natten det är nymåne.
Månen ansågs under medeltiden vara en kall himlakropp (i motsats till solen) och man trodde att nattens kyla delvis berodde på månen (och Saturnus).
Vetenskapliga undersökningar av olika påståenden om månfasernas inverkan på människor, exempelvis på sömnen, på mängden olyckor som inträffar, komplikationer vid operationer och förlossningar och till och med påverkan på hårväxten, har kunnat visa att inga sådana samband finns.

### Begravning på månen
Den amerikanske geologen och astronomen Eugene M. Shoemaker (upptäckte bland annat kometen Shoemaker–Levy 9) drömde om att få åka till månen, men den drömmen slog inte in under hans levnad. När Shoemaker dog 1997 beslutade Nasa att hylla honom genom att i en liten kapsel låta hans aska följa med rymdsonden Lunar Prospector 1998. När sonden fullgjort sin uppdrag kraschade man den på månen den 31 juli 1999. Detta gjorde honom till den första människa vars aska förts till en annan himlakropp.

## Studier och utforskning

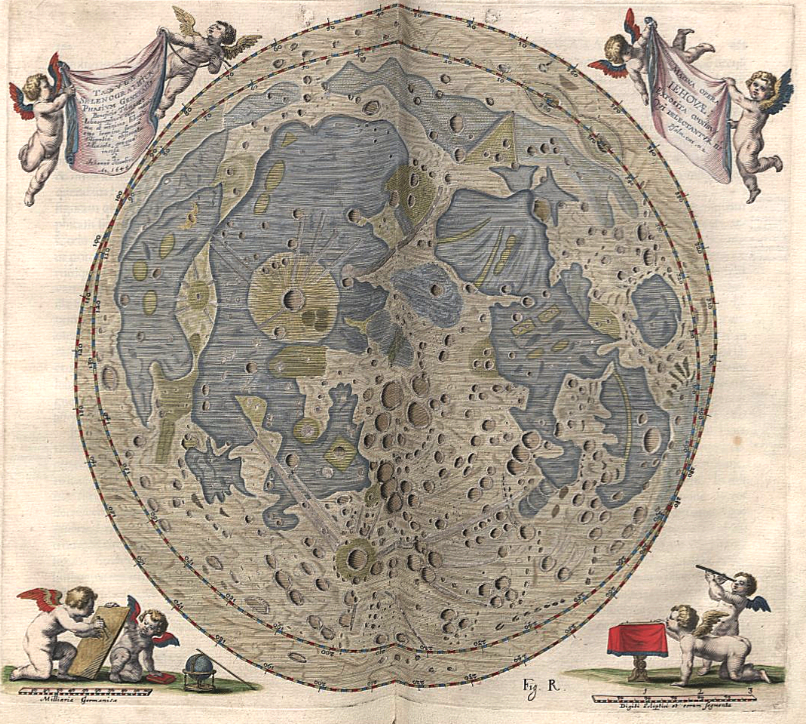
En karta över månen av Johannes Hevelius från hans Selenographia (1647). Det är den första kartan som medtar även librationszonerna.

### Tidiga studier
Månen har varit i centrum för många verk inom konsten och litteraturen. Det är ett motiv i bildkonst, poesi, prosa och musik. En 5 000 år gammal hällristning i Knowth i Irland tros representera månen, vilket då skulle vara den tidigaste avbildningen som hittats. I många förhistoriska och gamla kulturer har månen trotts vara en gud, eller något annat övernaturligt fenomen, och månen är även en del av dagens astrologi.
I den västerländska världen blev den antika grekiska filosofen  Anaxagoras (död 428 f.Kr.) den första att ge en vetenskaplig förklaring till vad månen var. Han argumenterade att både solen och månen var gigantiska sfäriska stenar och att den senare reflekterade ljuset från den tidigare. Denne ateistiska syn på himlavalvet var en orsak till hans fängslande och följande exil.
I Aristoteles (384–322 f.Kr.) beskrivning av universum markerade månen gränsen mellan sfärerna av de ombytliga elementen (jord, vatten, luft och eld) och de oförgängliga stjärnorna av eter. Denna uppdelning ansågs vara en del av fysiken i århundraden efter.

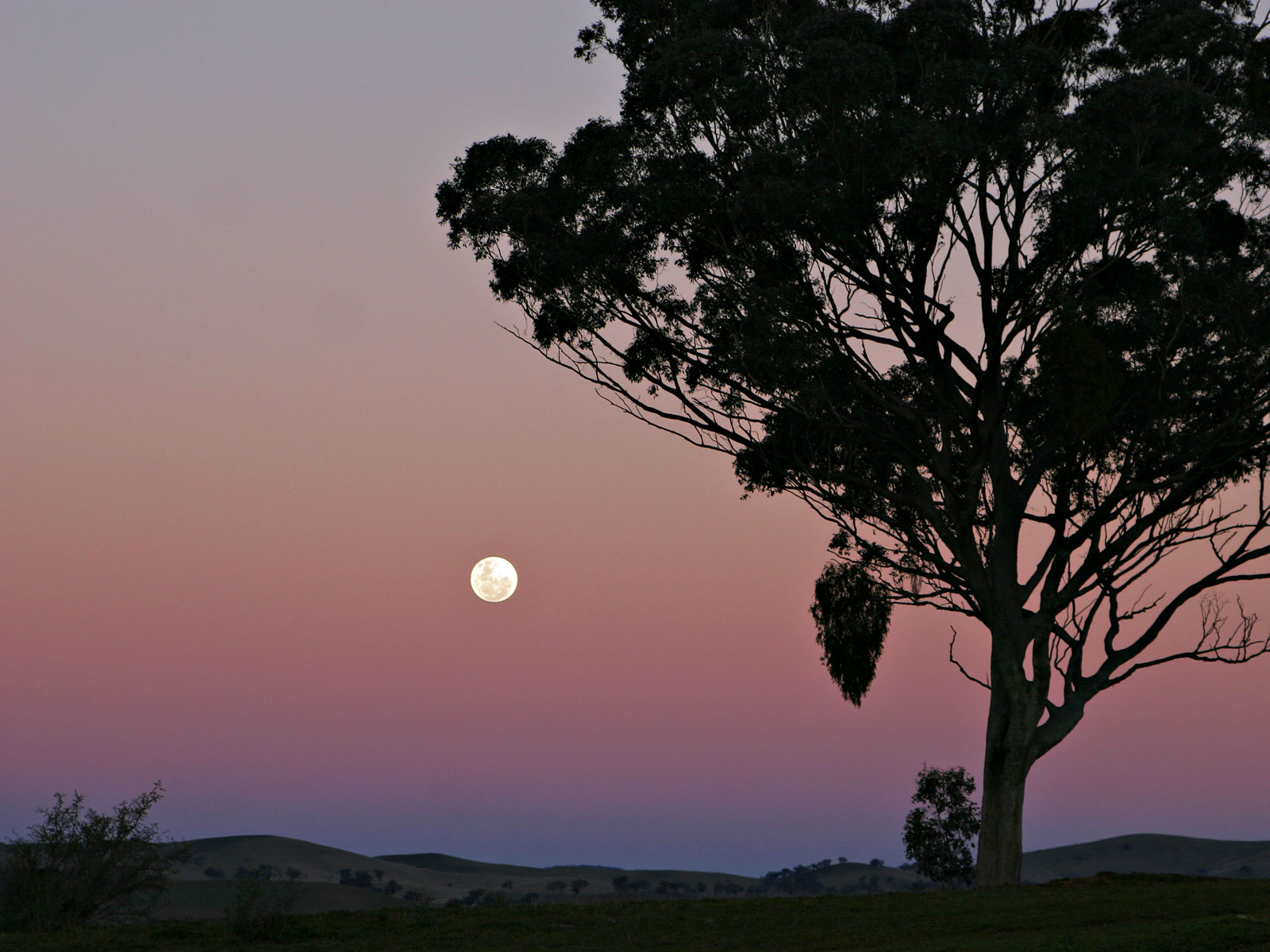
Månen med Venusbälte som bakgrund.

Under tiden för De stridande staterna i Kina gav astronomen Shi Shen instruktioner hur sol- och månförmörkelser kunde förutses beroende på positionen mellan månen och solen. Även om kineserna under Handynastin (202 f.Kr.–202 e.Kr.) trodde att månen var energi till qi, fanns teorin kallad "Strålande påverkan" vilken hävdade att månens ljus endast var en reflektion av solens. Dessa tankar hade stöd hos tänkare såsom Jing Fang (78–37 f.Kr.) och Zhang Heng (78–139 e.Kr.), men den inflytelserika filosofen Wang Chong (27–97 e.Kr.) vände sig dock emot den tanken.
Jing Fang observerade månens sfäriskhet, medan Zhang Heng beskrev en mån- och en solförmörkelse. Dessa påståenden stöddes av Shen Kuo (1031–1095) från Songdynastin (960–1279) som skapade en allegori i vilken han jämförde tillväxten och förminskningen av månen med en rund boll av reflekterande silver som, när den doppas i vitt pulver och åses från sidan, skulle uppfattas som halvmånformig.
Genom uppfinnandet av teleskopet möjliggjordes observationer av månen. Galileo Galilei började tidigt använda det nya instrumentet i sina astronomiska studier och observerade berg och kratrar på månens yta.

### Den första direkta utforskningen: 1959–1980-talet
Det Kalla kriget ledde till rymdkapplöpningen mellan Sovjetunionen och USA, och månen sågs av de båda som ett av de viktigaste målen för att vinna denna och stora summor pengar lades ned på deras rymdprogram. Det ökade intresset för månen ledde till att flera obemannade rymdsonder, som både flög förbi eller som mjuk- eller kraschlandade på månen, skickades iväg av de båda staterna. Genom Lunaprogrammet blev Sovjetunionen först med att nå månen med obemannade rymdsonder. Den första sonden som bröt sig lös från jordens gravitation och som passerade nära månen var Luna 1; den första sonden som slog ned på månens yta var Luna 2; och den första sonden som lyckade att fotografera månens baksida var Luna 3. Alla de bedrifterna skedde år 1959. Den första rymdsond som genomförde en lyckad mjuklandning på månens yta var Luna 9 och den första obemannade sonden att gå i bana runt månen var Luna 10, båda år 1966. Stickprov från månen har förts tillbaka till jorden av tre Luna-sonder (Luna 16, 20, samt 24) och vid Apollomissionerna 11–17 (utom Apollo 13 som avbröt sin planerade månlandning).
Landningen av de första människorna på månen år 1969 ses av många som kulmen av rymdkapplöpningen Den 21 juli 1969 klockan 02.56 UTC blev astronauten Neil Armstrong, befäl under Apollo 11-missionen, den första personen att gå på månen. Den amerikanska månlandningen, och den lyckade hemkomsten av astronauterna, möjliggjordes genom avsevärda tekniska framsteg under 1960-talet, inom områden såsom ablationskemi och teknik för att kunna återvända genom atmosfären.
Vetenskapliga instrument placerades ut på månens yta vid alla Apollo-missionerna. En mer temporär samling instrument placerades även ut vid Apollo 11-missionen, Early Apollo Scientific Experiments Package (EASEP). Vid landningsplatserna för Apollo 12, 14, 15, 16, och 17 placerades så kallade Apollo lunar surface experiment package (ALSEP) ut, vilka bland annat innehöll seismometrar och magnetometrar. Sändningen av data från instrumenten till jorden avslutades 30 september 1977 på grund av budgetskäl.
Då de laserinstrument som används för att bedöma avståndet till månen är passiva instrument används de ännu. Avståndet till stationerna mäts regelbundet med en exakthet på några få centimeter från jordbaserade stationer. Data från experimenten används för att definiera storleken på månens kärna.

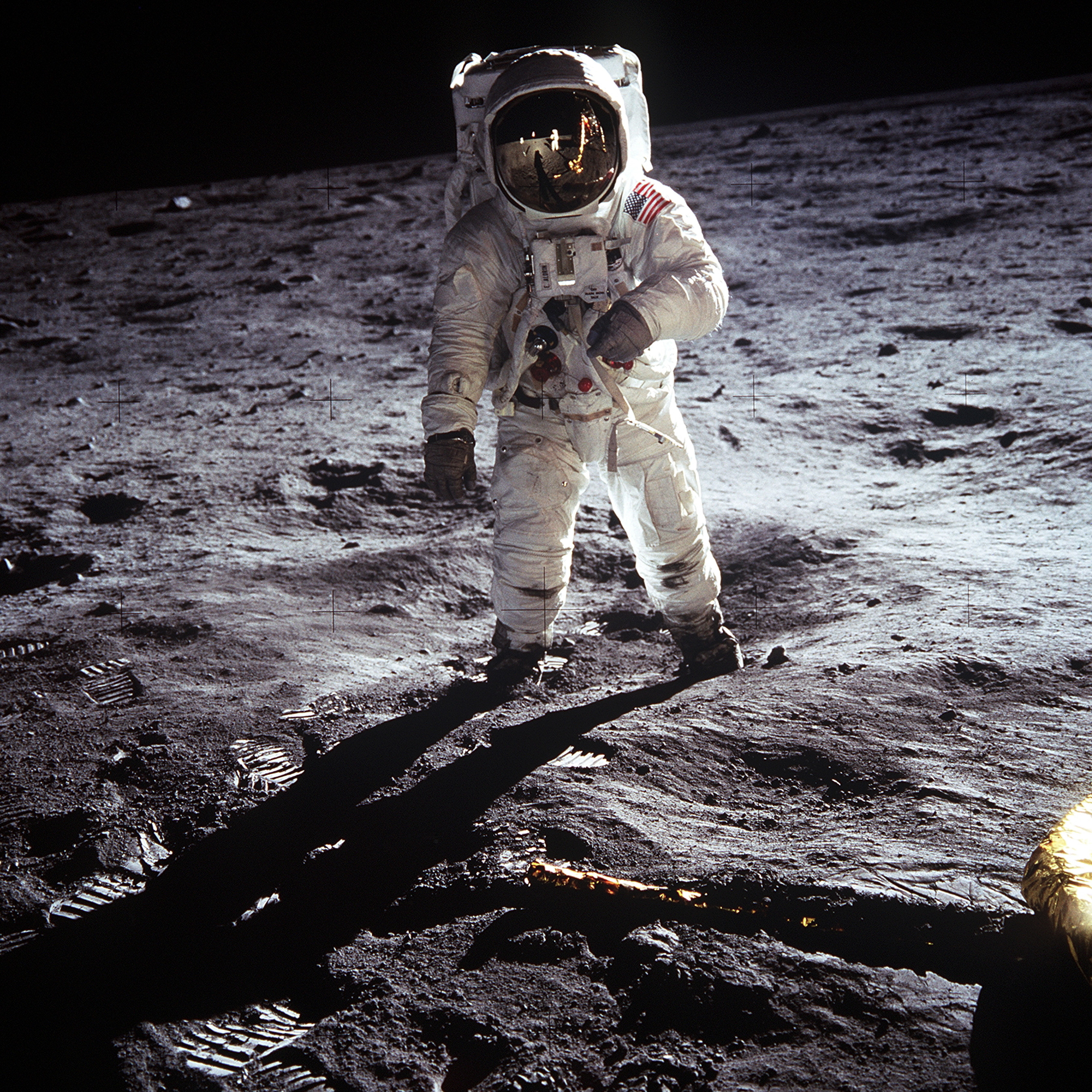
Astronauten Buzz Aldrin fotograferad av Neil Armstrong under den första månlandningen den 20 juli 1969.

Från mitten av 1960-talet och tio år framåt sändes artificiella objekt till månen sammantaget sextiofem gånger (både bemannade såväl som robotar, med tio stycken bara under 1971). Den sista sonden på arton år var Luna 24 år 1976. Endast arton av dem var kontrollerade månlandningar, varav nio stycken återvände till jorden med material från månen. Sovjetunionen vände därefter sitt huvudsakliga fokus gentemot Venus och mot rymdstationer, medan USA fokuserade på bland annat Mars. 

### Nuvarande tidsperiod: 1990-nutid

Detta är en bild av månen när den är cirka 80 % fullmåne. Den är tagen av en privatperson med en enkel kamera. Detta visar hur lätt det är att fotografera och se månen på grund av månens storlek och avstånd till jorden.

Efter Apollo och Luna-missionerna har många länder kommit att bli inblandade i utforskningen av månen. År 1990 nådde den japanska rymdsonden Hiten månen och lade sig i bana runt den, vilket gjorde att Japan blev det tredje landet att placera en sond i bana runt månen. Rymdsonden frigjorde en mindre sond, Hagormo, i bana runt månen men dess sändare fungerade inte och ytterligare vetenskaplig nytta under uppdraget omöjliggjordes därmed. 
År 1994 återvände USA slutligen till månen, åtminstone med robotar, då Joint Defense Departments/Nasas rymdsond Clementine. Clementine skapade en i det närmaste global topografisk karta över månen, den första i sitt slag. Den tog även de första bilderna av månens yta som kombinerade flera delar av det elektromagnetiska spektrumet i en och samma bild. Clementinesonden följdes av sonden Lunar Prospector år 1998. Neutronspektrometern på Lunar Prospector indikerade att det fanns stora mängder väte vid månens poler. Det tros bero på att det finns fruset vatten i de översta metrarna av den regolit som finns på bottnen av de kratrar som befinner sig i ständig skugga. Den europeiska rymdsonden Smart 1 sköts upp den 27 september 2003 och låg i bana runt månen från och med den 15 november 2004 till och med den 3 september 2006.
Den 14 januari 2004 tillkännagav den amerikanska presidenten George W. Bush en plan för att återuppta bemannade flygningar till månen år 2020 (se Vision for Space Exploration). [uppföljning saknas] Nasa arbetar nu med att planera för en permanent månbas på en av månens poler. Kina har uttalat ambitiösa planer gällande utforskningen av månen och har startat ett rymdprogram för utforskningen av månen och skickade den 24 oktober 2007 upp sin första lyckade rymdsond, Chang'e-1. Likt Nasa hoppas Kina på att landa med människor på månen år 2020. [uppföljning saknas]
Japan Aerospace Exploration Agency (JAXA) sände den 14 september 2007 upp sonden SELENE, även känd som Kaguya. Sonden förde med sig 13 vetenskapliga instrument, och bidrog till bättre topografiska kartor över månen (som nu används i Google moon 3-D), och skapade en detaljerad karta över gravitationen på månens baksida.
Den 22 oktober 2008 genomförde Indien en lyckad uppskjutning av den obemannade satelliten Chandrayaan-1 som skickades till månen. Indien planerar även ytterligare obemannade missioner och planerar att skjuta upp Chandrayaan-2 är 2013. [uppföljning saknas] Målet är även att sända en bemannad mission till månen år 2020. [uppföljning saknas]
USA sände den 18 juni 2009 simultant upp satelliterna Lunar Reconnaissance Orbiter (LRO) samt LCROSS, som skulle störtas ned på månens yta. LCROSS avslutade således sitt uppdrag genom att krascha i Cabeuskratern den 9 oktober 2009, medan LRO:s mission ännu pågår och satelliten fortsätter att ta högupplösta bilder och göra noggranna höjdmätningar. Preliminära resultat från Nasas expedition LCROSS visade den 13 november 2009 att det finns vatten på månen. Nya undersökningar av månmaterial från månlandningarna och från en meteorit av månmaterial i Nordafrika som publicerades i juni 2010 har visat att det finns betydligt mer vatten i mineraler från månen än vad som tidigare har antagits. Det kan vara upp till fem delar per miljon vatten i mineralerna.
Ryssland har sagt sig planera att återuppta sitt tidigare frusna projekt Luna-Glob, vilken bestod av en obemannad kretsare och landare, vilken planeras att landa år 2012. [uppföljning saknas]
Tävlingen Google Lunar X Prize startade den 13 september 2007 med målet att påskynda utvecklandet av utforskningen av månen av privata intressenter. Det lag som först placerar en robot-rover på månen samt uppfyller en del andra specificerade kriterier vinner 20 miljoner USD.
Nasa planerar att konstruera en rymdstation (Lunar Orbital Platform-Gateway) som ska cirkulera i omloppsbana runt månen. Den första delen av rymdstationen kommer skjutas upp med en Falcon Heavy-raket, uppskjutningen är planerad till tidigast november 2024. [uppföljning saknas]
Farkosten Odysseus från Intuitive Machine som landade i februari 2024 och Blue Ghost från Firefly Aerospace som landade i mars 2025 var de första rymdsonderna på månen från privatägda företag.

## Rättsstatus
Även om ett flertal sovjetiska vimplar spreds ut av Luna 2 år 1959 och av senare rymdsonder som landade, och amerikanska flaggor symboliskt restes på månen, så är det i dagsläget ingen stat som hävdar ägandeskap över någon del av månens yta. 
Rymdfördraget trädde i kraft 10 oktober 1967 och hade den 1 januari 2008 ratificerats av 99 länder och fått 25 signaturer, inkluderat både Ryssland och USA. I fördraget slås det fast att rymden och himlakropparna (däribland inkluderat månen) skall användas för fredliga syften och skall vara tillgängliga för alla stater. Fördraget förbjuder utplacering av massförstörelsevapen i rymden och på andra himlakroppar. Det stipuleras även att de stater som signerat fördraget är skyldiga att se till att även icke-statliga organisationer och företag följer fördraget.
Ett andra fördrag, Månfördraget, fördes fram för att förhindra exploateringen av månens resurser av en enda nation, men det fördraget har endast signerats eller ratificerats av arton länder, och bland dessa återfinns inga av de stater som på egen hand skickat ut människor i rymden (Kina, Ryssland och USA).
Ett flertal individer har gjort anspråk på månen i dess helhet, eller delar av den. Dessa anspråk anses i allmänhet inte vara giltiga då säljarna saknar juridisk täckning för sina anspråk.